# Черкасов, Александр Александрович

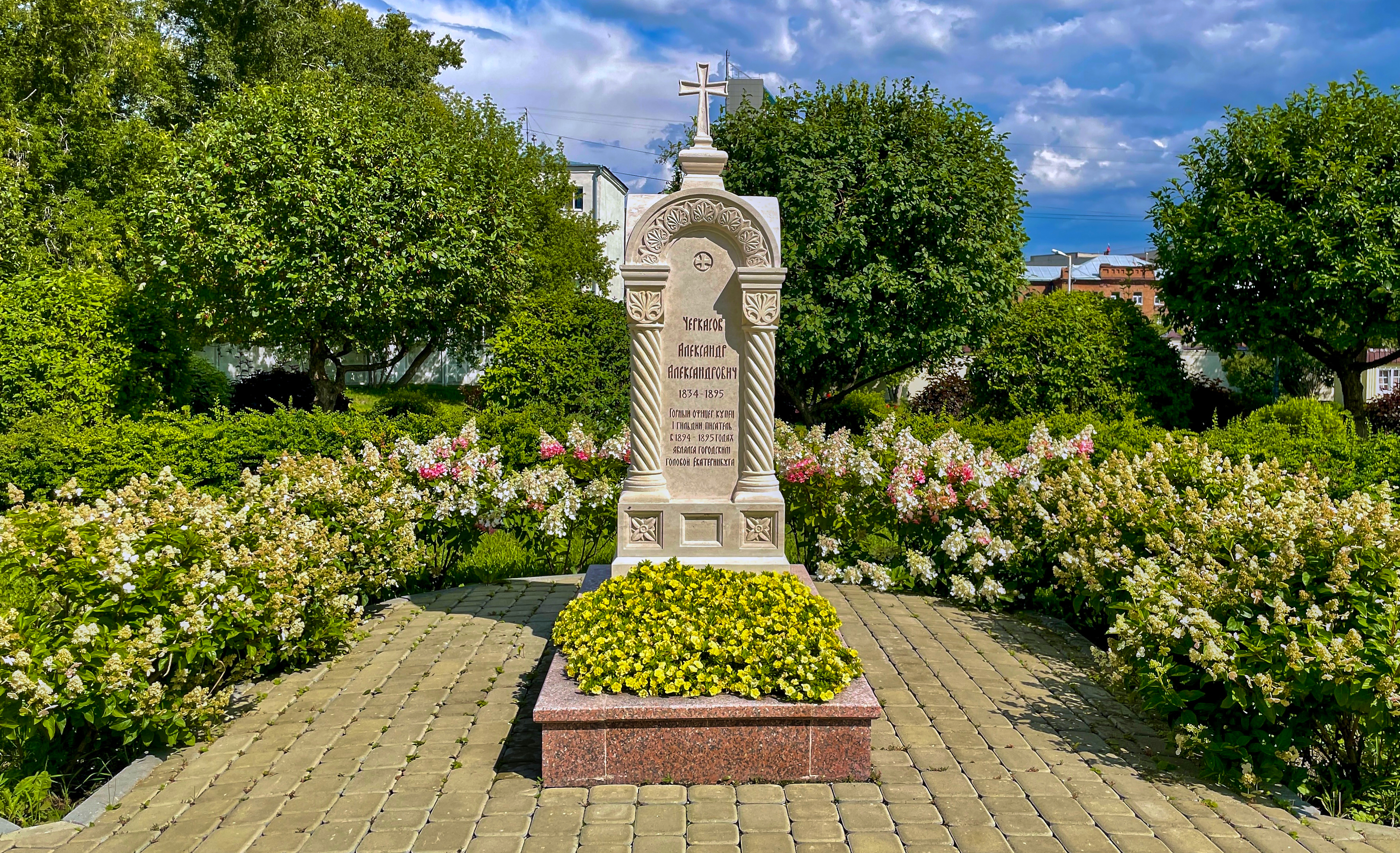
Могила на территории Александро-Невского собора в Екатеринбурге

Алекса́ндр Алекса́ндрович Черка́сов (12 [24] декабря 1834, Старая Русса, Новгородская губерния — 10 [22] января 1895, Екатеринбург, Пермская губерния) — русский писатель, барнаульский городской голова в 1886—1894 годах, екатеринбургский городской голова в 1894—1895 годах, горный инженер.

## Биография
По окончании в 1855 году института Корпуса горных инженеров, где учились также и два его старших брата — Иван и Аполлинарий, служил в Нерчинском горном округе, затем, с 1871 года, на Алтае — управляющим Сузунским медеплавильным заводом. В 1860 году женился на дочери забайкальского казака Евдокии Ивановне. В 1862 году на Малом Урюме им были найдены большие россыпи золота, и Черкасов получил награду: ему была назначена пенсия — 1200 рублей в год. В это время он начал писать свои охотничьи впечатления; в мае 1866 года в «Современнике» был напечатан первый отрывок из «Записок охотника Восточной Сибири», первое издание которых появилось в следующем, 1867 году.
С 1883 года, выйдя в отставку, жил в Барнауле, где в 1886 году избран барнаульским городским головой: Е. Д. Петряев писал: «Черкасовы купили дом на Вознесенской улице. Усадьба примыкала к саду знаменитого Харитоновского дворца, известного по роману Д. Н. Мамина-Сибиряка „Приваловские миллионы“». В 1890 году переехал в Екатеринбург, где также был избран городским головой. Утром 24 января 1895 года он получил по почте анонимный пасквиль, который грязнил честь его и семьи. Тут же, за письменным столом, он умер от паралича сердца. Похоронен в Екатеринбурге на Тихвинском монастырском кладбище близ Собора Александра Невского (место захоронения не сохранилось).

## Литературное творчество
Его первая книга «Записки охотника Восточной Сибири», вышедшая в 1867 году в Санкт-Петербурге в издательстве С. В. Звонарёва выдержала ряд изданий, в том числе: один раз на немецком (Берлин, 1886) и дважды — на французском языке (Париж: издательство Делаграв, 1896; Париж, 1899). Второе издание в России, доработанное и дополненное автором, было осуществлено А. С. Сувориным в 1884 году, в год пятидесятилетия автора, значительным для того времени тиражом — 2 тысячи экземпляров. Последующие переиздания — в СССР: 1950 (Иркутск), 1958 (Чита), 1962 (М.: Академия наук СССР), 1987 (Иркутск) и 1990 (М.: Издательство «Физкультура и спорт». — ISBN 5-278-00259-X).
Автобиографические рассказы и очерки (публиковались в 1883—1887 годах в московском журнале «Природа и охота»): «Сломанная сошка», «Култума», «Урюм», «Подъездная охота в Сибири», «Бальджа», «В Кадаче», «Разбойник», «Зерентуй», «Шахтама», «Федот», «А. Брем», «Киргизка», «Кара», «Солдат». В 1893 году в журнале была опубликована серия очерков «На Алтае».
В них много интересных сведений об истории заселения Алтая, возникновении и развитии горнозаводского производства, жизни и быте населения. В 1993 году сокращённый вариант «Записок…» под названием «Записки барнаульского городского головы» опубликован в журнале «Алтай» (№ 1—6).

## Отзывы о Черкасове
Биолог-охотовед Феликс Штильмарк писал:

Личность А. А. Черкасова вызывает самые глубокие симпатии… Перед нами предстаёт энергичный, деятельный и вместе с тем добросердечный, отзывчивый человек, отличавшийся для своего времени особой демократичностью, пользовавшийся большим уважением и любовью со стороны подчинённых, человек яркой и страстной натуры…— Охотничьи просторы. — 1984. — № 41. — С. 118.